# ジョン・ウッドハウス (初代ウッドハウス男爵)

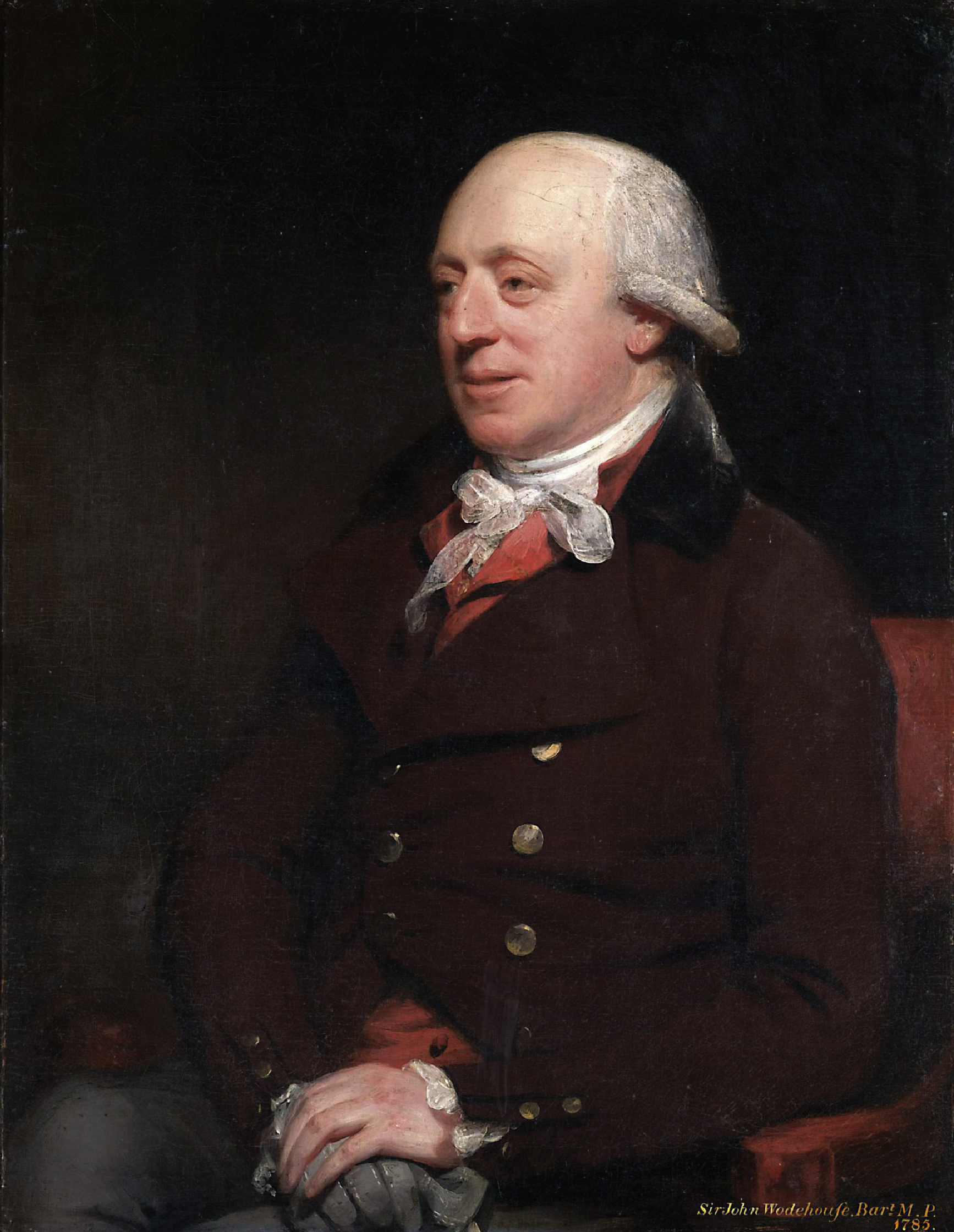
ウィリアム・ビーチーによる肖像画、1785年。

初代ウッドハウス男爵ジョン・ウッドハウス（英語: John Wodehouse, 1st Baron Wodehouse、1741年4月4日 – 1834年5月29日）は、イギリスの政治家、貴族。1784年から1797年まで庶民院議員を務めた。

## 生涯

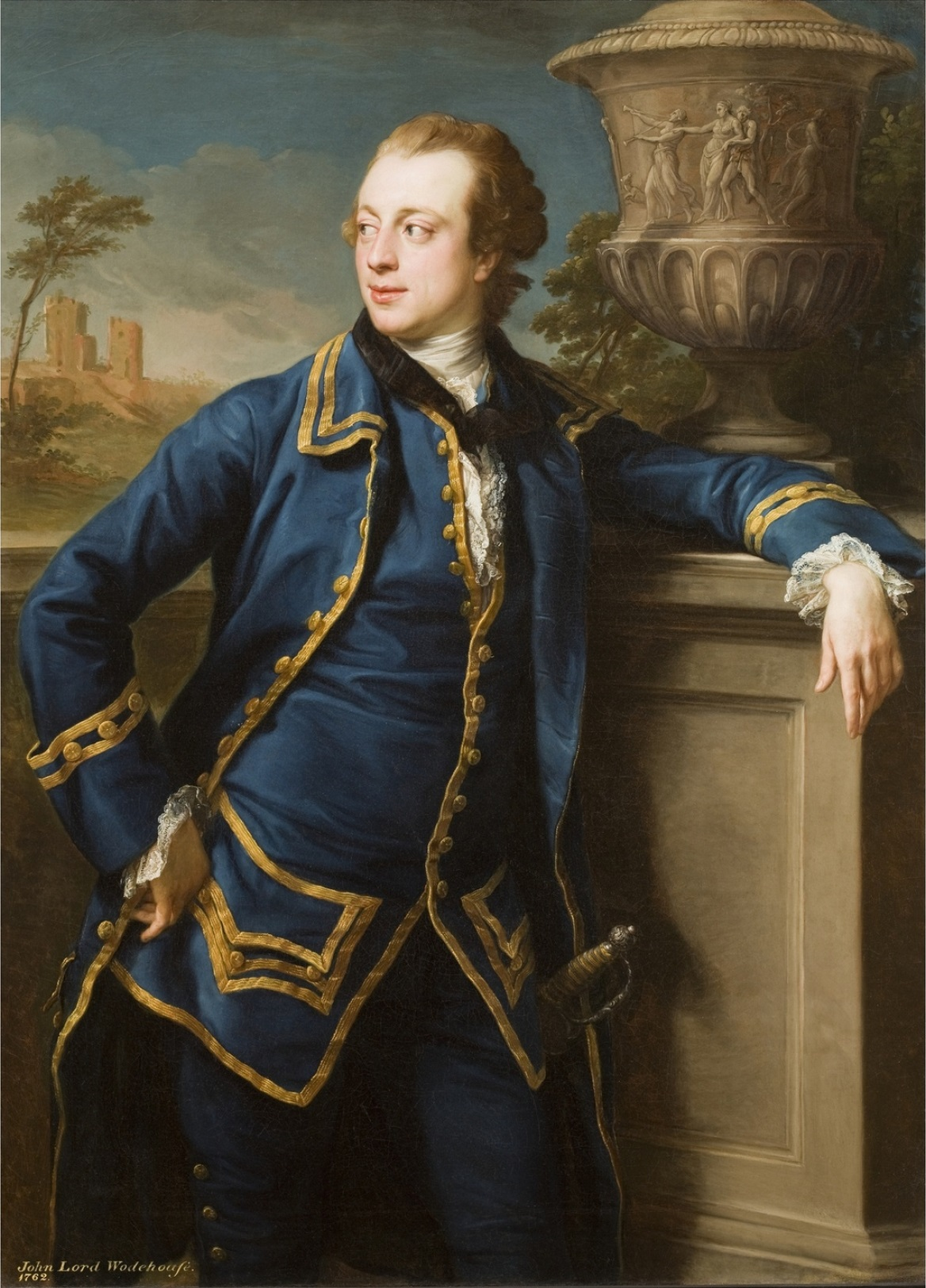
ポンペオ・バトーニによる肖像画、1764年。

第5代準男爵サー・アーミン・ウッドハウスと妻レティシア（Laetitia、旧姓ベーコン（Bacon）、1758年4月7日埋葬、第6代準男爵サー・エドマンド・ベーコンの長女）の次男として、1741年4月4日に生まれ、25日にセント・ジェームズ・ウェストミンスターで洗礼を受けた。1748年よりウェストミンスター・スクールで教育を受けた後、1758年2月6日にオックスフォード大学クライスト・チャーチに入学、1762年にグランドツアーに出た。
1777年5月31日に父が死去すると、準男爵位を継承した。父が招聘していたランスロット・ブラウンを1778年に呼び戻して、邸宅キンバリー・ホール（Kimberley Hall）の改築についてアドバイスを求め、さらに裕福な相続人と結婚したため邸宅の増築を進めた。
1784年イギリス総選挙でははじめチャールズ・タウンゼンドの支持を受けてグレート・ヤーマス選挙区での立候補を表明した。しかし、1784年の総選挙はチャールズ・ジェームズ・フォックスと小ピットの戦いとしての性格が強く、フォックスを支持したタウンゼンドは不人気になって、ウッドハウスとともに選挙戦から撤退した。ウッドハウスは代わりに同年4月3日に小ピット支持を表明してノーフォーク選挙区で立候補した。ノーフォークでもフォックス＝ノース連立内閣への反対の声が多く、現職議員のうちフォックスの親しい友人だったトマス・クックは落選の危機に陥った。もう1人の現職議員で小ピットを支持した第4代準男爵サー・エドワード・アストリーはクックと選挙協力したものの、彼を救うには至らず、結局クックが撤退してウッドハウスが当選した。
議会では1788年の摂政法危機（Regency Crisis）で小ピットを支持するなど小ピット派として行動した。1791年4月にはスコットランドにおける審査法廃止に反対したとされる。ノーフォーク選挙区ではクックが議席奪回を目指しており、アストリーがクックからもウッドハウスからも選挙協力を拒否されたことで1789年春に引退を表明し、1790年イギリス総選挙でクックとウッドハウスが無投票で当選した。
ウッドハウスは叙爵を目指して、1796年イギリス総選挙の直前に小ピットからの内諾を受けた。この総選挙ではウッドハウスに選挙戦を挑めるほどの資金がなく、クックの対立候補と協力せず中立にとどまることをクックに許諾した。そのため、立候補を検討していたロバート・ジョン・バクストンは情勢不利とみて立候補を辞退、クックとウッドハウスは無投票で再選した。そして、ウッドハウスは1797年10月26日にグレートブリテン貴族であるノーフォーク州におけるキンバリーのウッドハウス男爵に叙された。ウッドハウスは自身の議席がクックの影響力によりホイッグ党に奪われることを恐れ、叙爵が行われる前に自身ではなく、妻に男爵位を与えることを暗示的に打診した。小ピットはウッドハウスの後任となる適切な候補者が現れることを期待して、叙爵の特許状発行を遅滞したが、結局候補者は現れず、クックが支持するジェイコブ・ヘンリー・アストリーが1797年11月に無投票で当選した。また、叙爵にあたり、弟の子孫にも爵位の継承権を与えることを打診したが、これは失敗に終わった。
議員を退任した後、ノーフォークでは1802年と1806年の総選挙で長男ジョンが出馬したが、2回ともに落選している。また、13年間の庶民院議員生涯において、演説の記録は1791年3月に穀物法をめぐり1度演説したときだけだった。
1834年5月29日に死去、長男ジョンが爵位を継承した。『ジェントルマンズ・マガジン』の訃報記事では「長い一生においておそらく1人の敵も作らず、他人を故意に傷つけることなく、多くの支出を費やすことなく、人に派手な見せびらかしをせず、周りの人々には常に優しく寛大だった」（he probably passed through a long life without making a single enemy, or giving pain intentionally to any human being, dispensing a large income, not in ostentatious display, but with constant and generous kindness to all within his sphere）と記載された。

## 家族
1769年3月30日、メイフェアでソフィア・バークリー（Sophia Berkeley、1747年8月6日 – 1825年4月16日、チャールズ・バークリー閣下の娘）と結婚して、4男3女をもうけた。
- ソフィア（1769年12月26日[11] – 1852年6月22日） - 生涯未婚[1]
- ジョン（1771年1月11日 – 1846年5月31日） - 第2代ウッドハウス男爵[2]
- フィリップ（1773年7月16日 – 1838年1月21日） - 海軍軍人。1814年5月7日、メアリー・ヘイ・キャメロン（Mary Hay Cameron、1854年10月1日没、チャールズ・キャメロン（英語版）の娘）と結婚、子供あり[1]
- レティシア（1774年[11] – 1864年3月3日） - 1811年11月30日、第10代準男爵サー・トマス・メイナード・ヘージルリッグ（1817年4月24日没）と結婚、子供なし。1842年8月15日、F・フィールディング（F. Fielding）と再婚[1]
- アーミン（1776年3月12日洗礼 – 1853年4月9日） - 聖職者。1815年12月23日、アメリア・ビーチャム＝プロクター（Amelia Beauchamp-Proctor、1874年11月24日没、第2代準男爵サー・トマス・ビーチャム＝プロクターの娘）と結婚、子供なし[1]
- ウィリアム（1782年8月4日 – 1870年4月3日） - 聖職者。1807年2月11日、メアリー・ハッシー（Mary Hussey、1865年11月29日没、トマス・ハッシー（英語版）の娘）と結婚、子供あり[1]
- フランシス（Frances） - 夭折[11]